# Bunhongsin
Bunhongsin (br: Sapatos Vermelhos) é um filme de 2005 do gênero terror da Coreia do Sul, de duração de 103 minutos.

## Enredo
Sun-jae, uma mulher recém-divorciada, encontra um par de sapatos na estação de metrô. Logo, várias pessoas querem os sapatos, mas ela descobre que há uma maldição: quem possui os sapatos morre, mas se ela as roubou de uma outra pessoa, essa pessoa que foi roubada é liberta da maldição. Sun-jae é salva pois sempre sua filha, Tae-su, lhe toma os sapatos, formando uma briga de mãe e filha. O namorado de Sun-jae, Cho-in Choi, descobre que o mistério está relacionado a uma foto de 1944. Kim Hee-mi, uma amiga de Sun-jae, rouba os sapatos de Tae-su, mas acaba sendo morta por Keiko, o fantasma da maldição. É descoberto que Keiko morreu tragicamente em seu próprio casamento, graças aos sapatos. Sun-jae começa a ter visões, e sua relação com a filha desmorona. Ela mata Cho-in Choi, e persegue a filha na estação de metrô onde encontrou os sapatos. Keiko finge matar Tae-su, e Sun-jae vai procurá-la em uma linha do metrô. No entanto, o que encontra é a voz de Keiko, que a taxa de assassina. Após negar todas as acusações, ela vê a própria Keiko, uma mulher que andava com as mãos e era toda retorcida. Sun-jae grita de pavor e o filme acaba, não sem antes mostrar Tae-su se olhando no espelho, mostrando que ela foi a única sobrevivente.